# 砺波広域圏事務組合
砺波広域圏事務組合（となみこういきけんじむくみあい）は、富山県西部の地方公共団体が設立している一部事務組合である。砺波市、南砺市の2市が加入している。

## 概要

### 主な事務
- 砺波広域圏計画の策定および実施に関する事務
- 上水道供給に関する事務
- 農業共済に関する事務
- 以下の施設の設置・運営に関する事務
  - 廃棄物処理施設
  - 救急医療施設
  - 知的障害児通園施設
  - ケーブルテレビ施設

### 管轄地域
- 砺波市
- 南砺市
  - 上水道供給に関する事務においては、旧平村・上平村・利賀村の地域を除く。
- なお、救急医療施設、ケーブルテレビ事業、知的障害児通園施設に限り、小矢部市も管轄となっている。

### 事務局
- 富山県砺波市庄川町401番地（砺波市役所庄川支所内）

### 組織
- 議決機関
  - 組合議会（12人） - 議長、副議長、議員10人（砺波市・南砺市各議会議員より各6人選出）
- 執行機関
  - 運営理事会（2人） - 組合長、副組合長（各市の首長で構成）
- 会計管理者（1人）
- 監査委員（2人）

## 沿革
旧・砺波広域圏消防本部の沿革については次項で詳説。
- 1969年（昭和44年）
  - 8月21日 - 砺波地区の10市町村（砺波市、東礪波郡庄川町・城端町・福野町・井波町・井口村・平村・上平村・利賀村、西礪波郡福光町）において砺波地区広域市町村圏を設定[1]。
  - 10月21日 - 砺波地区広域市町村圏協議会を設立。
- 1970年（昭和45年）7月16日 - 協議会を改組し、砺波広域圏事務組合を設立[1]。
- 1973年（昭和48年）4月1日 - 砺波厚生病院伝染病管理組合および城端外一ヶ町伝染病隔離病舎組合を統合[1]。
- 1975年（昭和50年）4月1日 - 砺波圏衛生施設組合を統合[1]。
- 1977年（昭和52年）4月1日 - 平・上平衛生施設組合を統合[1]。
- 1982年（昭和57年）4月1日 - 福野町に砺波圏急患センターを開設。
- 1991年（平成3年）1月 - 砺波圏東部清掃センター（現在のクリーンセンターとなみ）が運用開始。
- 1995年（平成7年）4月1日 - 南砺リサイクルセンターが運用開始。
- 2001年（平成13年）
  - 1月26日 - 砺波広域圏ケーブルテレビ施設整備事業が完了。同日営業放送を開始[2]。
  - 4月1日 - 砺波広域農業共済事務組合を統合[2]。
- 2004年（平成16年）11月1日 - 砺波広域水道企業団を統合[2]。
- 2007年（平成19年）4月1日 - 砺波医療圏急患センターを開設[2]。

## 事業・施設等

### 環境衛生
クリーンセンターとなみ（一般廃棄物）
- 砺波市太田1873番地1

最終処分場
- 砺波市徳万地内

南砺リサイクルセンター（一般廃棄物）
- 南砺市立野原西966番地
  - RDF燃料製造施設を併設。

### 上水道
1973年（昭和48年）5月に、7市町村（砺波市・庄川町・城端町・福野町・井波町・井口村・福光町）で設立された砺波広域水道企業団の事業を、2007年（平成19年）から継承している。庄川合口ダムから引水して、旧井波町の松島浄水場から各市の地域に配水している。

### 救急医療
砺波医療圏急患センター
- 砺波市新富1番61号（市立砺波総合病院に併設）

### ケーブルテレビ
2000年（平成12年）6月1日に、となみ衛星通信テレビの散村地帯での整備事業を広域圏事業として着手、翌年の1月26日に整備が完了した。また、2006年（平成18年）から、となみ衛星通信テレビが指定管理者として運営している。2010年（平成22年）5月には、岐阜県大野郡白川村の小白川地区において、組合が敷設したケーブルテレビ網を利用した区域外再放送を実施している。

### その他
わらび学園（知的障害児通園施設）
- 南砺市岩武新314番地

農業共済センター
- 砺波市豊町二丁目11番14号

## 常備消防事務

### 概要
1998年（平成10年）に、砺波市消防本部・福光町消防本部・南砺消防組合消防本部を統合し、3本部の常備消防事務を継承し、富山県内では唯一の広域消防体制を採用。発足当時は5署1分遣所の体制であった。その後、消防署の開設や機構改革が行われ、2署1分署3出張所1分遣所の体制となった。
2011年（平成23年）4月1日、小矢部市消防本部との広域統合により砺波地域消防組合が設立され、業務が移管された。

### 沿革
- 1948年（昭和23年）4月1日 - 福光消防本部設立。
- 1952年（昭和27年）7月1日 - 砺波町消防本部設立。
- 1954年（昭和29年）4月1日 - 砺波市市制施行に伴い、砺波町消防本部を砺波市消防本部に改組。
- 1969年（昭和44年）4月1日 - 福野町・井波町の2町が南砺消防組合を設立。
- 1970年（昭和45年）4月1日 - 南砺消防組合に庄川町・城端町・井口村が加入。
- 1998年（平成10年）4月1日 - 砺波市消防本部・福光町消防本部・南砺消防組合消防本部を統合し、砺波広域圏事務組合に常備消防事務を継承[2]。
- 1999年（平成11年）4月1日 - 平村・上平村・利賀村の常備消防事務を開始。同日、利賀分遣所開設[2]。
- 1999年（平成11年）11月1日 - 上平出張所開設。
- 2006年（平成18年）3月31日 - 井口分遣所廃止。
- 2009年（平成21年）4月1日 - 機構再編により、5消防署の体制から2消防署の体制に変更[2]。
  - 福野消防署→福野分署、城端・井波庄川両消防署→各出張所、上平出張所→五箇山出張所に改組。
- 2009年（平成21年）10月1日 - 庄東出張所開設。
- 2011年（平成23年）4月1日 - 砺波広域圏事務組合の消防事務と小矢部市消防本部を統合、砺波地域消防組合が設立[7][8]。

### 組織
- 消防本部
  - 総務課 - 庶務係、企画管理係
  - 予防課 - 予防係、危険物係
  - 消防課 - 消防係、第1通信指令係、第2通信指令係

### 所有車両
- 消防ポンプ車：9台（非常用予備車：1台）
- 救助工作車：3台（非常用予備車：1台）
- はしご車：2台
- 化学消防車：1台
- 資材車：2台
- 水槽車：1台
- 積載車：1台
- 救急車：9台（非常用予備車：1台）
- 指令車：8台
- 自動二輪バイク：2台
- 査察車：2台
- 指揮車：1台

### 消防署
| 消防署     | 住所          | 分署                 | 出張所                                                                 | 分遣所                |
| ---------- | ------------- | -------------------- | ---------------------------------------------------------------------- | --------------------- |
| 砺波消防署 | 砺波市大辻501 | なし                 | 庄東：砺波市頼成614-3                                                  | なし                  |
| 南砺消防署 | 南砺市天神242 | 福野：南砺市苗島4868 | 城端：南砺市城端2131 井波庄川：南砺市山斐95 五箇山：南砺市上平細島1129 | 利賀：南砺市利賀村171 |

管轄地域
- 砺波消防署：砺波市（庄東出張所の地域を除く）
- 庄東出張所：砺波市柳瀬・太田・南般若の各一部
- 南砺消防署：南砺市（旧福光町域）
- 福野分署：南砺市（旧福野町域）
- 城端出張所：南砺市（旧城端町域）
- 井波庄川出張所：南砺市（旧井波町域）
- 五箇山出張所：南砺市（旧平・上平村域）
- 利賀分遣所：南砺市（旧利賀村域）
  - 利賀分遣所は救急業務のみを取り扱う。